# البوهيمي (أوبرا)
البوهيمي هي أوبرا من أربعة فصول للموسيقار الإيطالي جياكومو بوتشيني وتأليف الشاعرين الإيطاليين كاتبي كلمات الأوبرا جيوسيبي جياكوسا ولويجي ليغا، استناداً إلى رواية مشاهد من الحياة البوهيمية للكاتب الفرنسي هنري مورجير.
ألفها بوتشيني بين عامي 1892 و 1895. وتم ٱفتتاح أول مسرحية في 1 فبراير 1896 بتياترو ريجيو بمدينة تورينو، بتوجيه من أرتورو توسكانيني.
لا ينبغي الخلط بينه وبين أوبرا نادرة أنشئت في العام الموالي تحمل الاسم نفسه من قبل روجيرو ليونكافالو.